# 소야군

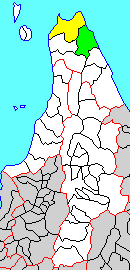
소야 군의 위치

소야군(일본어: 宗谷郡)은 일본 홋카이도 소야 지청의 군이다.
인구 2,580명, 면적 589.97km², 인구밀도 4.37명/km².(2025년 2월 28일, 주민기본대장인구)
이하 1촌으로 구성된다.
- 사루후쓰촌(猿払村)

## 역사
에도 시대에 소야 군역은 서 에조치에 속해, 마쓰마에번에 의해 소야 장소가 열리고 있었다. 에도 시대 후기가 되면서 남하정책을 강력하게 진행하는 러시아의 위협에 대비해 소야 군역은 천령이 되었다. 1869년 소야 군이 두어져 홋카이도 기타미국에 포함되었다.